# Manuel Pizarro Castro

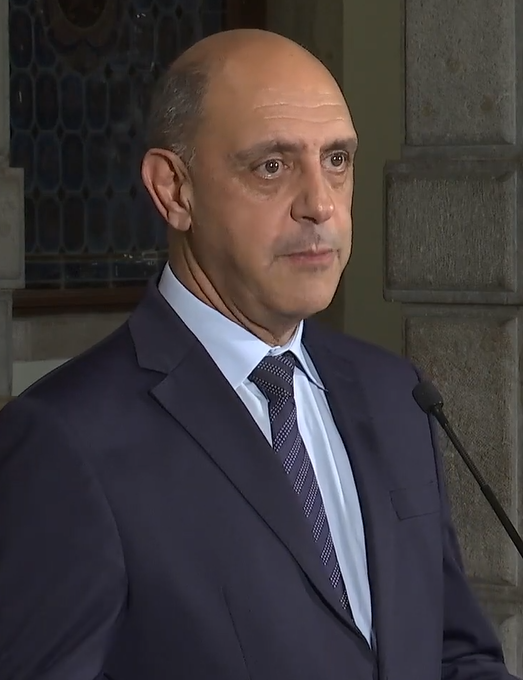
Manuel Pizarro Castro, 2022

Manuel Francisco Pizarro de Sampaio e Castro, oft auch nur Manuel Pizarro oder Manuel Pizarro Castro (* 2. Februar 1964 in Coimbra oder Porto) ist ein portugiesischer Arzt und Politiker (PS). Er arbeitete mehrere Jahre lang als Internist in den großen Portoer Krankenhäusern Hospital de S. João und Hospital da Ordem da Trindade. Auf politischer Ebene war Pizarro unter anderem Stadtrat von Porto, Abgeordneter im portugiesischen Parlament (2005–2008, 2011–2015), Staatssekretär für Gesundheit in den Regierungen unter José Socrates (2008–09, 2009–2011) und Abgeordneter im Europäischen Parlament (2019–2022). Von 2022 bis 2024 war er portugiesischer Gesundheitsminister im Kabinett Costa III.

## Leben

### Ausbildung und wissenschaftliche Karriere
Manuel Pizarro Castro wurde am 2. Februar 1964 in Coimbra (nach anderen Angaben in Porto) geboren, lebte jedoch seit seinem zweiten Lebensjahr in Porto, im Stadtteil Ramalde. Nach seiner Schulausbildung studierte Pizarro Medizin an der Universität Porto, er spezialisierte sich auf Innere Medizin.
Pizarro veröffentlichte unter anderem wissenschaftliche Arbeiten auf dem Gebiet der Hypertonie und der Autoimmunerkrankungen. Er ist Mitglied der Portugiesischen Gesellschaft für Bluthochdruck, der Portugiesischen Gesellschaft für Diabetologie und des Portugiesischen Rates für Reanimation. Er war Assistenzprofessor für Klinische Praxis an der Medizinischen Fakultät der Universität Porto und für den medizinischen Kurs der Schule für Gesundheitswissenschaften der Universität Minho verantwortlich.

### Politisches Engagement auf lokaler Ebene
Seit seiner Jugend engagierte sich Pizarro in seiner Heimatstadt Porto politisch. Er war unter anderem Mitgründer des Verbandes der Jugendorganisationen im Bezirk Porto und Vorsitzender des Vorstandes des Verbandes von 1986 bis 1990. Ebenso war er Mitgründer des nationalen Verbandes der Jugendorganisationen, den er bis 2002 anführte.
Von 1983 bis 1990 war Pizarro Mitglied des Gemeindeparlaments seines Stadtteils Ramalde, zunächst für die kommunistische Listenverbindung CDU. Von 1993 bis 1997 war Mitglied des Gemeindeparlaments für die sozialistische PS. Für die Zeit von 1998 bis 2001 wählten die Gemeinderatsmitglieder Pizarro in den Ratsvorstand. 2001 wurde Pizarro ins Stadtparlament von Porto gewählt, das Mandat hatte er bis 2005 inne. Von 2005 bis 2008 war er Stadtrat ohne Ressort (vereador sem pelouro) von Porto.

### Wechsel in die portugiesische Landespolitik
Bei den portugiesischen Parlamentswahlen 2005 kandidierte Pizarro für ein Mandat im Wahlkreis Porto und gewann es direkt. Im Parlament war er Mitglied des Gesundheitsausschusses. Im Rahmen einer Kabinettsumbildung berief Premierminister José Sócrates Pizarro 2008 in sein Kabinett, dort war er Staatssekretär für Gesundheit unter Ministerin Ana Jorge. Bei den Parlamentswahlen 2009 verteidigte er sein Mandat, Premier Sócrates berief ihn als stellvertretenden Staatssekretär für Gesundheit in sein Kabinett. Aufgrund dessen ruhte sein Abgeordnetenmandat.
Bei den vorgezogenen Parlamentswahlen 2011 verlor die Sozialistische Partei zwar deutlich, Pizarro verteidigte jedoch erneut sein Mandat. In der Legislatur übernahm er deutlich mehr Funktionen als Abgeordneter: Er war Mitglied der Ausschüsse für Gesundheit, Bildung/Wissenschaft/Kultur, Europäische Angelegenheiten sowie im Ausschuss für Verfassungsfragen. Des Weiteren begann er wieder als Arzt im Krankenhaus Hospital da Ordem da Trindade tätig zu sein.
Im September 2022 wurde er als Nachfolger von Marta Temido zum portugiesischen Gesundheitsminister im Kabinett Costa III ernannt. Dieses Amt hatte er bis April 2024 inne.

### Ausflug in die Portoer Kommunalpolitik
Bei den Kommunalwahlen 2013 kandidierte Pizarro für das Amt des Bürgermeisters seiner Heimatstadt Porto, unterlag jedoch und gewann lediglich ein Mandat im Stadtparlament. Der unabhängige Wahlgewinner Rui Moreira übernahm Pizarro ins Rathaus als Stadtrat und übertrug ihm das Ressort für Wohnen und Soziales. Bei den Kommunalwahlen 2017 kandidierte Pizarro erneut für das Amt des Bürgermeisters, setzte sich jedoch nicht durch. Er blieb weiterhin Mitglied des Stadtrates.
Abseits dessen war Pizarro Präsident der Politischen Kommission der PS Porto und ist seit März 2016 Präsident des PS-Bezirksverbandes von Porto.

### Intermezzo im Europaparlament
Für die Europawahl 2019 nominierte die portugiesische sozialistische Partei (PS) Santos für den neunten Listenplatz. Bei der Wahl gewannen die Sozialisten mit 33,4 Prozent 9 der 21 portugiesischen Mandate, sodass Pizarro direkt ins Europaparlament einzog. Er trat dort, wie die anderen PS-Kandidierenden, der S&D-Fraktion bei. Für die Fraktion war Pizarro Mitglied im Ausschuss für Beschäftigung und soziale Angelegenheiten sowie im Fischereiausschuss. Des Weiteren war er stellvertretendes Mitglied im Ausschuss für Umweltfragen, öffentliche Gesundheit und Lebensmittelsicherheit. Im Zuge seiner Ernennung zum Gesundheitsminister legte er sein Mandat nieder. Für ihn rückte João Albuquerque ins Europaparlament nach.